# Gonzales (Californie)
Pour les articles homonymes, voir Gonzales.
Gonzales est une municipalité du comté de Monterey en Californie.
Sa population était de 7 525 habitants en 2000.
C'est une importante zone de production de vin de Californie.

## Démographie
| 1880 | 1890 | 1950  | 1960  | 1970  | 1980  |
| ---- | ---- | ----- | ----- | ----- | ----- |
| 233  | 359  | 1 821 | 2 138 | 2 575 | 2 891 |

| 1990  | 2000  | 2010  | - | - | - |
| ----- | ----- | ----- | - | - | - |
| 4 660 | 7 525 | 8 187 | - | - | - |